# Naszu Daiszuke
Naszu Daiszuke (Kagosima, 1981. október 10. –) japán válogatott labdarúgó.

## Nemzeti válogatott
A japán U23-as válogatott tagjaként részt vett a 2004. évi nyári olimpiai játékokon.